# Towa Ben Cewi
Towa Ben Cewi ((hebr.) טובה בן צבי, (ang.) Tova Ben Zvi, ur. jako Guta Szczekacz w 1928 w Łodzi, zm. 16 września 2020) – izraelska wokalistka, pedagog, działaczka na rzecz pojednania chrześcijan i żydów.

## Życiorys
Urodziła się w Łodzi w religijnej rodzinie żydowskiej, jako córka kantora i kompozytora synagogalnego chasydów z Góry Kalwarii, Hersza Henocha Szczekacza. W czasie II wojny światowej przebywała początkowo wraz z rodziną w getcie łódzkim, gdzie zmarła jej matka, następnie zaś trafiła do niemieckich obozów koncentracyjnych Auschwitz-Birkenau i Bergen-Belsen. Po wyzwoleniu okazało się, że z całej rodziny przeżyła jedynie ona.
W 1945 rozpoczęła naukę języka hebrajskiego i osiedliła się w Izraelu, gdzie ukończyła studia z zakresu literatury na Uniwersytecie Hebrajskim w Jerozolimie, oraz kontynuowała ćwiczenia głosowe, pobierając lekcje w konserwatorium muzycznym.
Koncertowała na całym świecie, wykonując tradycyjne pieśni żydowskie w językach hebrajskim, jidysz, polskim i esperanto, często na zaproszenie duchownych występuje w kościołach katolickich wykonując psalmy w języku hebrajskim. W Polsce występowała między innymi w kościele pw. Najświętszego Zbawiciela w Zielonej Górze, sanktuarium w Rokitnie, synagodze w Buku – podczas IV Dni Kultury Żydowskiej i Izraela w Wielkopolsce (2006), w Wielkoockim kościele pw. Niepokalanego Poczęcia NMP oraz św. Andrzeja Apostoła z programem „Tehilim” (2003), w Teatrze Nowym w Łodzi podczas obchodów 61. rocznicy likwidacji getta łódzkiego, oraz w 2007 r. na Festiwalu Kultury Żydowskiej „Warszawa Singera”, a także 22–25 maja 2008 roku w Zborze Kościoła Baptystów w Białymstoku podczas Konferencji organizowanej przez Wspólnotę „Drzewo Oliwne” – „Proście o Pokój dla Jerozolimy!”.
Nagrała 18 płyt w Izraelu, Anglii, w Holandii, w Danii, w Nowym Jorku i w Argentynie.
W 1999 Polska Rada Chrześcijan i Żydów, przyznała Towie Ben Cewi tytuł „Człowieka Pojednania”.
Poeta Janusz Szuber zadedykował Towie Ben Cewi wiersz pt. Sen-mara, wydany w tomikach poezji pt. Z żółtego metalu z 2000 oraz pt. Pianie kogutów z 2008.
Zmarła 16 września 2020.

## Wybrana dyskografia dostępna w Polsce
- By pamiętać i nie
- Psalmy w języku hebrajskim – kaseta, wyd. Towarzystwo Przyjaźni Polsko-Izraelskiej i Komitet Ekumeniczny Dni Biblijnych
- Songs of Ghetto Lodz